# Grande Cometa de 1811
O Grande Cometa de 1811 (formalmente conhecido como C/1811 F1), foi um cometa visível à vista desarmada durante cerca de 260 dias. Em Outubro de 1811, durante a sua fase de maior brilho, apresentava uma magnitude aparente de 0 (zero), com uma coma facilmente distinguível. Em Dezembro, os segmentos da sua cauda dupla estendiam-se ao longo de 60 graus no céu, tornando-se assim, o 54.º na história documentada e um dos oito que se tornaram visíveis no século XIX. 
De certa maneira, este foi um cometa similar ao Hale-Bopp. Apesar de não ter passado de forma particularmente próxima nem da Terra, nem do Sol, foi considerado de enorme espectacularidade, facto que se deveu a um núcleo extremamente grande e activo. Foi descoberto a 25 de Março de 1811 por Honoré Flaugergues a cerca de 2,7 AU do Sol, tendo Jean-Louis Pons e Franz Xaver, Baron Von Zach confirmado a sua existência em Abril do mesmo ano.
As observações continuaram até Junho, quando se ocultou na claridade do Sol. Foi novamente avistado em Agosto como um objecto de 5ª magnitude. O cometa continuou a aumentar de brilho à medida que se aproximava do periélio (em Setembro) e da distância mínima à Terra (1,1 AU). Estimou-se que o seu núcleo teria entre 30 a 40 quilómetros de diâmetro e um período orbital de aproximadamente 3 757 anos (mais tarde ajustado para 3 065 anos).
O cometa esteve visível à vista desarmada durante um total de de 9 meses, um recorde que foi mantido até à aparição do cometa Hale-Bopp em 1996 (mais de 18 meses).
Leo Tolstoy, a determinada altura da narração da sua obra-prima Guerra e Paz, descreve a personagem de Pierre observando este cometa.